# Archidiocèse de Cebu
 (mai 2021).
Si vous disposez d'ouvrages ou d'articles de référence ou si vous connaissez des sites web de qualité traitant du thème abordé ici, merci de compléter l'article en donnant les références utiles à sa vérifiabilité et en les liant à la section « Notes et références ».
L'archidiocèse de Cebu (en latin, Archidioecesis Nominis Iesu seu Cæbuana; en filipino : Arkidiyosesis ng Cebu; en cebuano : Arkidiyosesis sa Sugbo; en espagnol : Arzobispado del Santisimo Nombre de Jesus) est un archidiocèse de l'église catholique à Cebu aux Philippines, qui s'étend sur la province de Cebu (comprenant les îles voisines de Mactan, Bantayan et Camotes).
La juridiction de Cebu est considérée comme la source du catholicisme aux Philippines et dans l'Extrême Orient, le diocèse ayant été érigé le 14 août 1595 par le pape Clément VIII. Le siège de l'archidiocèse est situé dans la Metropolitan Cathedral and Parish of Saint Vitalis and of the Immaculate Conception, plus connue comme la Cebu Metropolitan Cathedral.
En 2013, le diocèse enregistrait 4 609 590 baptisés, ce qui en fait le plus grand diocèse des Philippines et en Asie, pour nombre de baptisés, de séminaristes et de prêtres.